# Бритциг
Бритциг (нем. Brietzig) — община в Германии, районный центр, расположен в земле Мекленбург-Передняя Померания.
Входит в состав района Иккер-Рандов. Подчиняется управлению Иккер-Рандов-Таль. Население составляет 205 человек (2009); в 2003 г. — 232. Занимает площадь 10,47 км².
| Год  | Население |
| ---- | --------- |
| 1991 | 259       |
| 1995 | 271       |
| 2000 | 246       |
| 2005 | 208       |
| 2010 | 203       |